# Mormodes fractiflexa
Mormodes fractiflexa är en orkidéart som beskrevs av Heinrich Gustav Reichenbach. Mormodes fractiflexa ingår i släktet Mormodes och familjen orkidéer.
Artens utbredningsområde är Costa Rica. Inga underarter finns listade i Catalogue of Life.